# Sulcophanaeus batesi
Sulcophanaeus batesi är en skalbaggsart som beskrevs av Edgar von Harold 1868. Sulcophanaeus batesi ingår i släktet Sulcophanaeus och familjen bladhorningar. Inga underarter finns listade i Catalogue of Life.